# Белоусов, Матвей Валерьевич
Матвей Валерьевич Белоусов (род. 24 июня 1976, Челябинск) — российский хоккеист, нападающий.

## Биография
Воспитанник челябинского «Трактора», тренеры Виктор Перегудов, Владимир Шабунин, Юрий Могильников. Выступал за команды «Таганай» Златоуст, «Трактор» (1994/95 — 1995/96, 2005/06 — 206/07), «УралАЗ» Миасс (1994/95, 1996/97 — 1997/98), «Надежда» Челябинск (1995/96), «Юниор-Т» Курган (2006/07), «Кристалл» Электросталь (1998/99), «Нефтехимик» (1999/2000), «Металлург» Магнитогорск (2000/01), «Мечел» Челябинск (2000/01 — 2001/02, 2004/05 — 2005/06), «Металлург» Новокузнецк (2002/03), «Спартак» Москва (2003/04), «Спутник» Нижний Тагил (2007/08).
Сыграл в матче сборной России на Кубке «Балтики»-2002 против Чехии.
Обладатель Суперкубка Европы 2000. Чемпион (2005/2006) и серебряный призер (2003/2004) высшей лиги России.
Тренер в хоккейной школе имени С. Макарова (Челябинск, 2009—2012), юношеской команды «Мечела» (2012—2014), команды МХЛ-Б — НМХЛ «МХК Мечел» (2014—2017), команды ДЮСШ «Металлург» (Кировград, 2021), команды хоккейной секции стадиона «Олимп» (Долгодеревенское).